# Stenotabanus wilkersoni
Stenotabanus wilkersoni är en tvåvingeart som beskrevs av Chainey 1999. Stenotabanus wilkersoni ingår i släktet Stenotabanus och familjen bromsar. Inga underarter finns listade i Catalogue of Life.